# Agrilus frenchi
Agrilus frenchi é uma espécie de inseto do género Agrilus, família Buprestidae, ordem Coleoptera.
Foi descrita cientificamente por Blackburn, 1891.